# Stalker (Filmfestival)

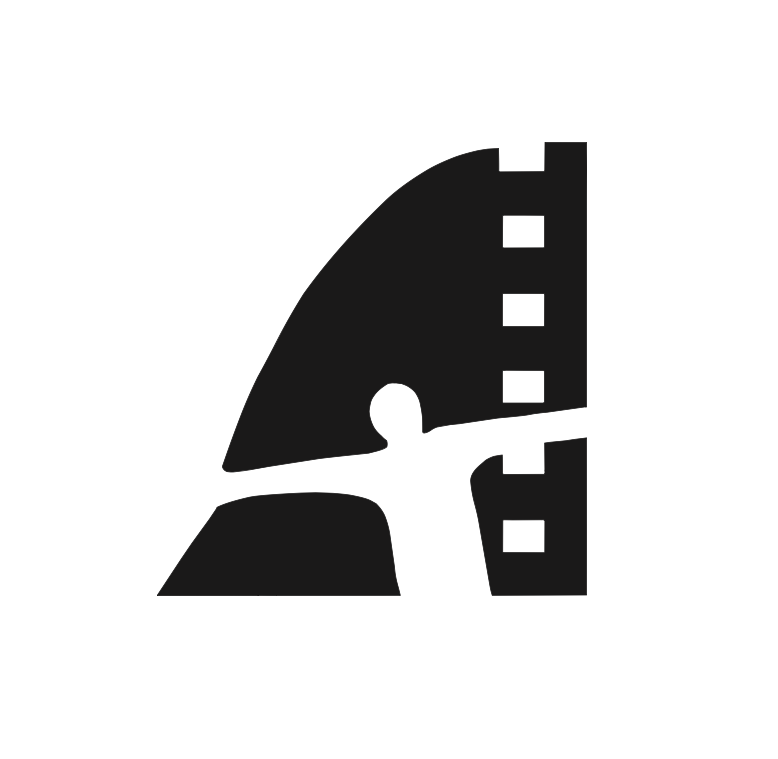
Festival-Logo Stalker

Das Internationale Menschenrechtsfilmfestival Stalker (russisch Международный фестиваль фильмов о правах человека „Сталкер“) findet seit 1995 jährlich im Zentralen Haus des Kinos in Moskau statt. Es zeigt Dokumentar- und Spielfilme, seit 2020 auch Animationsfilme, zum Thema Menschenrechte.

## Geschichte
Stalker wurde 1995 von der Russischen Gilde der Filmregisseure gegründet. Der Name geht auf den Film Stalker des russischen Regisseurs Andrei Tarkowski zurück. Er spielt auf die universellen Werte an, die der Film propagiert – Barmherzigkeit und Liebe zum Nächsten, die persönliche Verantwortung des Menschen gegenüber der Gesellschaft.
Das Festival wurde ursprünglich als einmalige Aktion gestartet, die von den Schriftstellern Anatoli Pristawkin und Arkadi Wainer, dem Drehbuchautor Waleri Frid und dem Menschenrechtsaktivisten Sergei Kowaljow unterstützt wurde. Ziel war es, auf die Situation von Menschen in Orten des Freiheitsentzugs aufmerksam zu machen und Filmemacher zu unterstützen, die Filme über sie drehen.
Präsident des Festivals und der Gilde der Filmregisseure war lange Jahre der Regisseur Marlen Chuzjiew (* 1925 † 2019). Von 2019 bis 2023 hatte Wadim Abdraschitow (* 1945 † 2023) beide Funktionen inne, sein Nachfolger ist aktuell der Regisseur und Szenarist Nikolai Lebedew (* 1966).
Neben den Filmvorführungen gab es eine Reihe von Rahmenprogrammen und Aktionen, die dem Festival sein Profil geben. Im Jahr 2001 wurden jugendliche Straftäter aus den Kolonien in Kirow und Orjol unter Begleitung nach Moskau gebracht. Sie spielten Lieder, die anschließend als CD „Chanson der Jugend“ von Stalker zusammen mit der UNICEF und der Hauptdirektion für die Vollstreckung von Strafen des Justizministeriums der Russischen Föderation veröffentlicht wurden.
Als 2010 in der Staatsduma wieder die Todesstrafe für Terroristen, migrantische Straftäter und Pädophile eingeführt werden sollte, war das Thema auch auf dem Festival präsent. Noch 2013 fand ein Runder Tisch unter der Überschrift „Die Todesstrafe: dafür oder dagegen“ statt. Dabei sprach sich unter anderem die Schriftstellerin Marietta Tschudakowa, die sieben Jahre lang Mitglied der Begnadigungskommission des Präsidenten war, sehr emotional gegen die Wiedereinführung aus.
Unter den Gästen des Festivals waren tschetschenische Kinder, Schauspieler aus Grosny, eine Frau, die 23 eigene und fremde Kinder in ihrer Obhut hatte. Viele der besonderen Aktionen und Ideen gingen auf den Produzenten des Festivals und Direktor der Gilde der Filmregisseure Igor Stepanow zurück.

## Ablauf
Das Filmfestival beginnt jedes Jahr am 10. Dezember, dem Tag der Menschenrechte. An diesem Tag werden in Moskau die Stalker-Sonderpreise vergeben, die jedoch nicht an Filmemacher gehen. Preisträger sind traditionell Menschenrechtsaktivisten, meist Protagonisten der Dokumentarfilme aus dem Vorjahr.
Das Hauptprogramm ist in einen Spiel- und einen Dokumentarfilmwettbewerb sowie ein internationales Panoramaprogramm für Menschenrechtsfilme unterteilt. Alle Vorführungen sind immer kostenlos.
Am 15. Dezember beendet die Verleihung der Filmpreise das Festival. Dabei werden unter anderem die Preise „Stalker“ für den besten Spielfilm, für den besten Dokumentarfilm, das beste Debüt und den besten Kurzfilm vergeben. Zum Gedenken an Georgi Schschonow, Anatoli Pristawkin, Felix Swetow, Sergei Goworuchin und Waleri Frid wurden personalisierte Auszeichnungen ins Leben gerufen.
Im Anschluss an die jährlichen Festivals touren ausgewählte Filme durch Regionen Russlands und erreichen so mehr als 100 000 Zuschauer, welche auch zu Diskussionen rund um die Filme eingeladen werden.

## Finanzierung
Im ersten Jahrzehnt seiner Existenz erhielt Stalker keine staatlichen Fördermittel. Das Festival wurde von der Russischen Gilde der Filmregisseure organisiert und über Mittel internationaler Organisationen und Repräsentanzen bestritten. So zum Beispiel vom Büro des Hohen Kommissars der Vereinten Nationen für Menschenrechte (OHCHR), dem Kinderhilfswerk der Vereinten Nationen (UNICEF) und von Botschaften wie jenen von Kanada oder den Niederlanden.
Mittlerweile wird das Festival zusätzlich vom Kulturministerium, dem Stipendienfonds des Präsidenten, dem Büro des Hohen Flüchtlingskommissars der Vereinten Nationen (UNHCR), der Zweigstelle der Rosa-Luxemburg-Stiftung in der Russischen Föderation und, als Hauptsponsor, der Michail-Prochorow-Stiftung gefördert.
Die MacArthur Foundation, eine in den USA ansässige philanthropische Organisation, vergab zwischen 2005 und 2014 insgesamt 850 000 US-Dollar in sechs separaten Zuschüssen an die Gilde, um das Festival zu unterstützen.